# برنهارد الكسندر
برنهارد الكسندر (بالمجرية: Alexander Bernát)‏ هو فيلسوف مجري، ولد في 13 أبريل 1850 في بشت في المجر، وتوفي في 23 أكتوبر 1927 في بودابست في المجر.